# Psychology Today
Psychology Today – amerykański magazyn o tematyce psychologicznej. Wychodzi jako dwumiesięcznik, a jego pierwszy numer ukazał się w 1967 roku.
Liczba nakładu drukowanego magazynu wynosi 275 000 egzemplarzy (w 2018). Strona internetowa zawiera katalogi terapeutów i specjalistów zdrowotnych oraz setki blogów pisanych przez szeroką gamę psychologów, psychiatrów, pracowników socjalnych, lekarzy, terapeutów małżeńskich i rodzinnych, antropologów, socjologów i dziennikarzy naukowych. Na stronie internetowej magazynu stwierdza się, iż jest ona największa na świecie stroną poświęconą zagadnieniom psychoterapii.
Posiada również hiszpańskojęzyczną stronę internetową.
Wśród autorów, którzy współpracowali z Psychology Today, znaleźli się między innymi Irving Janis, Martin Seligman, Peter Drucker, Abraham Maslow.
W 1976 roku Psychology Today sprzedało 1 026 872 egzemplarzy. W 1981 roku jego nakład wzrósł do 1 171 362 egzemplarzy. W 1986 roku zmniejszył się do 862 193 egzemplarzy.
W latach 1983-1987 Psychology Today było własnością i było zarządzane przez Amerykańskie Towarzystwo Psychologiczne. Magazyn zdobył kilka nagród przyznawanych przez Society of Publication Designers.
Od czerwca 2010 do czerwca 2011, Psychology Today znalazło się wśród 10 najlepiej sprzedających się magazynów konsumenckich na stoiskach z prasą.
Strona internetowa zawiera katalog psychologów, psychiatrów i innych specjalistów zdrowia psychicznego w USA i w różnych częściach świata. W czerwcu 2021 roku The New York Times polecił tę stronę jako źródło pomocne do poszukiwań terapeutów.
Magazyn nie jest poddawany recenzji naukowej, jednak wszystkie treści autorów-ekspertów są przeglądane, redagowane i sprawdzane pod kątem dokładności i obiektywizmu przez zespół redakcyjny publikacji. W publikacjach umieszczane są wpisy autorów o różnym stopniu wiedzy akademickiej w dziedzinach związanych z psychologią.